# Brocklehurst Ridge
Brocklehurst Ridge ist ein teilweise verschneiter Gebirgskamm im ostantarktischen Mac-Robertson-Land. Er erstreckt sich in den Prince Charles Mountains 1,5 km südlich der Taylor-Plattform.
Kartiert wurde er mithilfe von Luftaufnahmen, die bei den Australian National Antarctic Research Expeditions zwischen 1956 und 1960 entstanden. Das Antarctic Names Committee of Australia (ANCA) benannte ihn nach Frank J. Brocklehurst, Elektromonteur auf der Mawson-Station im Jahr 1964.